# حكومة خالد العظم الرابعة
الحكومة السورية التي تشكلت في 27 مارس 1951، هي الحكومة السادسة والأربعين في تاريخ سوريا الحديث، والحادية والثلاثين في عهد الجمهورية السورية الأولى، والخامسة في ولاية هاشم الأتاسي الثانية، والرابعة برئاسة خالد العظم. تشكلت في أعقاب الأزمة السياسية - الدستورية بين قادة الجيش وحزب الشعب، صاحب أكبر كتلة نيابية في البرلمان، ولم تحظ بدعمه، فكانت أساسًا ذات ائتلاف ضعيف، استقالت بعد نحو أربع أشهر من تشكيلها بعد رفض البرلمان مشروعي الموازنة التي قدمتها.

## تشكيلة الحكومة
| الوزير                | الوزارة                                             |
| --------------------- | --------------------------------------------------- |
| خالد العظم            | رئيس الوزراء، وزير الخارجية                         |
| سامي كبارة            | وزير الداخلية                                       |
| عبد الرحمن العظم      | وزير المالية                                        |
| رائق الملقي           | وزير التعليم، وزير الاقتصاد الوطني بالوكالة         |
| عبد الباقي نظام الدين | وزير الزراعة، وزير العدل بالوكالة                   |
| فوزي السلو            | وزير الدفاع                                         |
| سامي طبارة            | وزير الصحة، وزير الأشغال العامة والاتصالات بالوكالة |

| الترتيب | المنصب               | الصورة | شاغل المنصب           | الحزب | الحزب | في المنصب من  | في المنصب حتى | ملاحظات |
| ------- | -------------------- | ------ | --------------------- | ----- | ----- | ------------- | ------------- | ------- |
| –       | رئيس الوزراء         |        | خالد العظم            |       |       | 4 حزيران 1950 | 9 آب 1951     |         |
|         | الخارجية             |        | خالد العظم            |       |       |               |               |         |
|         | الداخلية             |        | سامي كبارة            |       |       |               |               |         |
|         | العدلية              |        | عبد الباقي نظام الدين |       |       |               |               |         |
|         | الزراعة              |        | عبد الباقي نظام الدين |       |       |               |               |         |
|         | المالية              |        | عبد الرحمن العظم      |       |       |               |               |         |
|         | الدفاع الوطني        |        | فوزي سلو              |       |       |               |               |         |
|         | المعارف              |        | رئيف الملقي           |       |       |               |               |         |
|         | الاقتصاد الوطني      |        | رئيف الملقي           |       |       |               |               |         |
|         | الأشغال العامة       |        | سامي طيارة            |       |       |               |               |         |
|         | الصحة والإسعاف العام |        | سامي طيارة            |       |       |               |               |         |
|         | المواصلات            |        | سامي طيارة            |       |       |               |               |         |

## الملاحظات
1. ↑  فراغ الحقل لا يعني بالضرورة أن شاغل المنصب مستقل سياسياً أو غير حزبي، ولكن بسبب عدم توفر المعلومات أو المصادر.